# Anni 200
Gli anni 200 sono il decennio che comprende gli anni dal 200 al 209 inclusi.

## Eventi, invenzioni e scoperte

### Impero romano
- 205: Riforma militare di Settimio Severo.
- 202: Un editto imperiale proibisce il proselitismo.
- 203: L'eruzione del Vesuvio diffonde il panico in tutto l'impero.
- 209: Vittorie militari di Settimio Severo contro i Caledoni.

### Cina
- 200 - Battaglia di Ghandu: Vittoria di Cao Cao.
- 208: Cao Cao tenta di conquistare tutta la Cina, occupando Jingzhou. Viene però sconfitto nella battaglia delle Scogliere Rosse dall'alleanza di Liu Bei e Sun Quan, che nel 220 fonderanno il Regno di Shu.

### America
- 200: Inizia il periodo classico della civiltà Maya.

### Altro

#### Religione
- 200: Viene scritta la Mishnah, la prima componente del Talmud.

#### Arte
- 200: Viene realizzato il Tondo Severiano in Egitto.

## Personaggi
- Settimio Severo, imperatore romano.
- Caracalla, figlio di Settimio Severo.
- Geta, figlio di Settimio Severo.
- Cao Cao, primo ministro e generale cinese.
- Clemente d'Alessandria, teologo e filosofo greco.